# Maurice Allais
Maurice Allais (n. 31 mai 1911, Paris, Île-de-France, Franța – d. 9 octombrie 2010, Saint-Cloud, Île-de-France, Franța)) a fost un economist francez, laureat al Premiului Nobel pentru economie (1988).